# Oostelijke witbrauwstruiksluiper
De oostelijke witbrauwstruiksluiper (Sericornis frontalis) is een zangvogel uit de familie Acanthizidae (Australische zangers).

## Verspreiding en leefgebied
Deze soort is endemisch in Australië en telt 6 ondersoorten:
- S. f. laevigaster: oostelijk Queensland (oostelijk Australië).
- S. f. tweedi: noordoostelijk New South Wales (oostelijk Australië).
- S. f. frontalis: zuidoostelijk Australië.
- S. f. harterti: zuidelijk Victoria.
- S. f. rosinae: zuidoostelijk Zuid-Australië.
- S. f. flindersi: de eilanden in de oostelijke Straat Bass.

## Status
De grootte van de populatie is niet gekwantificeerd maar de soort wordt omschreven als plaatselijk algemeen. Op de Rode lijst van de IUCN heeft deze soort de status niet bedreigd.